# Lutosław Wolniewicz
Lutosław Tadeusz Wolniewicz (ur. 25 października 1930 w Toruniu, zm. 19 grudnia 2020 w Krępie) – polski fizyk, profesor nauk fizycznych, specjalista fizyki teoretycznej, twórca szkoły obliczeń atomowo-molekularnych.

## Życiorys
Syn Henryka i Marty. Ukończył Liceum im. Mikołaja Kopernika w Toruniu. Studiował fizykę na Uniwersytecie Mikołaja Kopernika w Toruniu i Uniwersytecie Warszawskim. Na pierwszym z nich w 1954 rozpoczął karierę naukową. Zaczął współpracę z prof. Włodzimierzem Kołosem, z którym opracował podstawy teorii drobin dwuatomowych z dokładnym uwzględnieniem ruchu jąder, efektów relatywistycznych i poprawek radiacyjnych (wykazali razem definitywnie sprzeczność między wartością teoretyczną a ówczesną wartością doświadczalną). Wolniewicz podał najdokładniejsze (z istniejących w literaturze) wartości prawdopodobieństw przejść, dzięki czemu astrofizycy mogą oceniać 
ilość wodoru w przestrzeni kosmicznej. W 1976 uzyskał tytuł profesora w zakresie nauk fizycznych.
Autor około 100 publikacji naukowych w czasopismach anglojęzycznych. Wieloletni wykładowca Uniwersytetu Mikołaja Kopernika w Toruniu (od 1954). Profesor (Visiting professor) uniwersytetów kanadyjskich (w Toronto i Guelph) oraz Uniwersytetu w Bielefeld (Niemcy). Przez kilkanaście lat bywał na dwu- i trzymiesięcznych pobytach jako akademischer Gast na  Politechnice Federalnej w Zurychu. W 1981 został pierwszym demokratycznie wybranym dyrektorem Instytutu Fizyki UMK. Brat prof. Bogusława Wolniewicza.

## Osiągnięcia naukowe
- Twórca szkoły obliczeń atomowo-molekularnych.
- Opracowanie i zastosowanie w teorii efektów nieadiabatycznych drobin, perturbacyjno-wariacyjnej metody obliczeń oraz stworzenie nowego, stabilnego algorytmu.
- Opracowanie nowej metody opisu rozpraszania atomu na drobinie dwuatomowej.